# Pinta de Venus
La pinta de Venus (Murex pecten) és una espècie de mol·lusc gastròpode marí, gran depredador, de la família Muricidae.

## Distribució
Viu als oceans Índic i Pacífic.

## Descripció de la closca

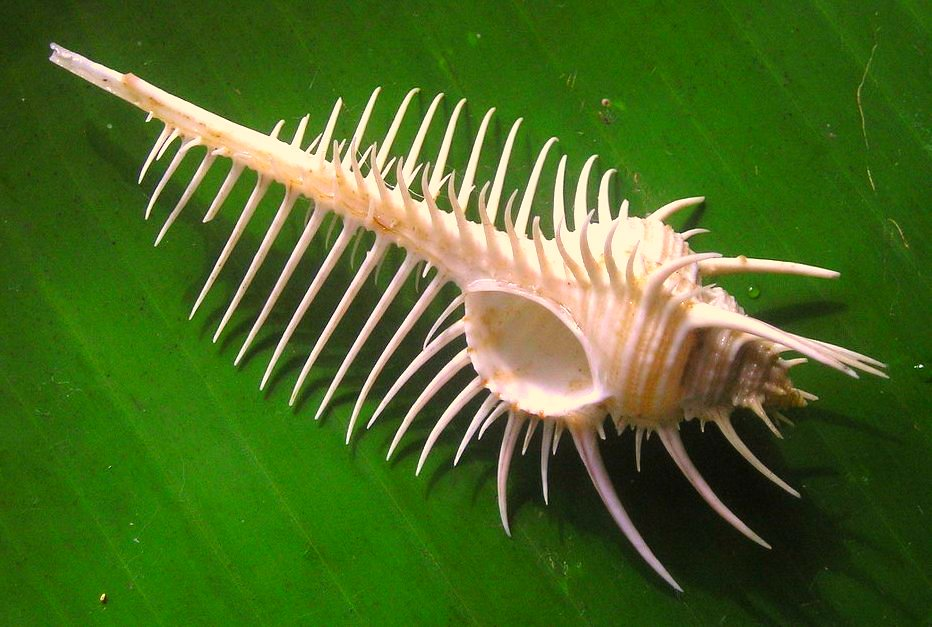
La conquilla de Murex pecten.

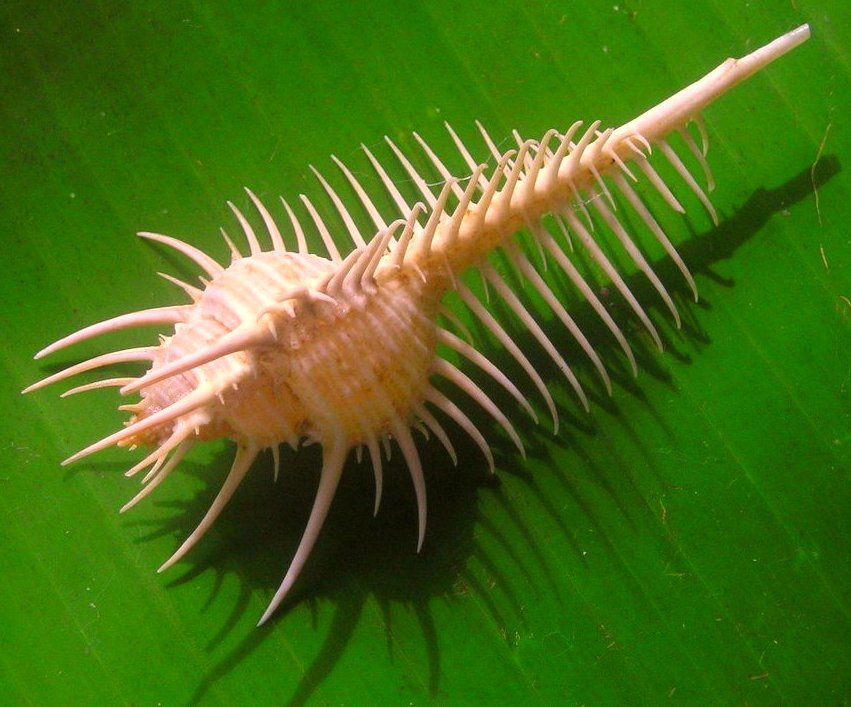
La closca de Murex pecten.

La conquilla té un canal sifonal extremadament llarg. La closca té unes 100 espines, que el protegeixen dels depredadors i eviten que l'animal s'enfonsi en el fang marí tou. Com altres del gènere Murex, s'alimenta d'altres mol·luscs.
És una espècie comuna, però exemplars amb la closca perfecta no se'n troben gaires, ja que les nombroses espines són trencadisses. Fan de 10 a 15 cm de llarg.
|  |  |